# Anna Rose O'Sullivan
Anna Rose O'Sullivan (Harrow, 16 aprile 1994) è una ballerina britannica, prima ballerina al Royal Ballet di Londra dal 2021.

## Biografia
O'Sullivan è nata a Harrow, Londra, e cresciuta a Ickenham. Suo padre è un manager di contratti di costruzione e sua madre lavora nell'NHS. Ha due fratelli minori e una sorella minore. Ha iniziato a ballare all'età di due anni e si è esibita con il London Children's Ballet. Si è anche esibita in alcuni musical, recitando come Cosette in Les Misérables e in Chitty Chitty Bang Bang nel West End. Entrò alla Royal Ballet School all'età di 11 anni.

O'Sullivan si è diplomata al Royal Ballet nel 2012. Nel 2015, ha ballato il suo primo ruolo importante, Clara ne Lo schiaccianoci, con le coreografie e la produzione di Peter Wright. È stata nominata prima artista nel 2016, solista nel 2017 e prima solista nel 2019. Il suo primo ruolo principale è stato Alice in "Le avventure di Alice nel paese delle Meraviglie" di Christopher Wheeldon. Nel settembre del 2021 è stata promossa al rango di prima ballerina all'interno della compagnia.

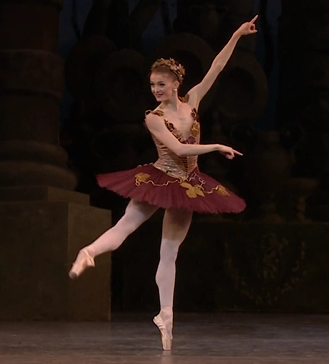
Anna Rose O (2017)

## Repertorio
Nel corso della sua carriera con il Royal Ballet ha danzato in molti dei grandi ruoli del repertorio femminili, danzando spesso come partner di Marcelino Sambé e Steven McRae. 
Tra i ruoli danzati al Covent Garden si annoverano Aurora ne La bella addormentata (Petipa), Swanilda in Coppélia (Ashton), Alice in Alice nel Paese delle Meraviglie (Wheeldon), Clara e la Fata Confetto ne Lo schiaccianoci (Wright), Giulietta in Romeo e Giulietta (MacMillan), Olga in Onegin (Cranko), Odette e Odile ne Il lago dei cigni (Scarlett), Calliope in Apollo (Balanchine), Smeraldi in Jewels (Balanchine), la Principessa Stefanie in Mayerling (MacMillan), Rezia in Woolf Works (McGregor), Didone in The Dante Project (McGregor), l'amante di Lescaut in Manon (MacMillan) e Perdita ne Il racconto d'inverno (Wheeldon).
In veste di prima ballerina ospite, nel dicembre 2022 ha danzato nel ruolo di Giselle al Teatro Nacional de São Carlos accanto all'Albrecht di Sambé nell'allestimento coreografato da Jorge Garcia.